# Ударний об'єм
Уда́рний або систолі́чний об'є́м (УОК) — об'єм крові, що виштовхується лівим шлуночком серця до аорти за одне скорочення або правим шлуночком до легеневої артерії.
Оскільки при порушеннях роботи атріовентрикулярного клапана чи при дефекті перетинки між шлуночками частина крові може не потрапляти до цільової артерії, то більш точний розрахунок ударного об'єму здійснюють як різницю між кінцевим діастолічним об'ємом (КДО) шлуночка та кінцевим систолічним об'ємом (КСО).
У середньому в людини КДО лівого шлуночка складає 120 мл, а КСО — 50 мл. Таким чином ударний об'єм складає близько 70 мл.

## Вплив на ударний об'єм
До основних серцевих процесів, які можуть впливати на ударний об'єм, належать скоротливість, переднавантаження та післянавантаження серцевого м'язу. Скоротливість пов'язана з силою скорочення серцевого м'язу: зокрема при фізичних вправах серце скорочується сильніше та збільшує ударний об'єм. Переднавантаження пов'язане з пасивними факторами, що впливають на стінки шлуночка серця, як наприклад об'єм крові, що зібрався в лівому шлуночку на момент кінця діастоли. Так, на початку вагітності об'єм крові в тілі жінки зростає, з ним зростає переднавантаження, а це веде до збільшення ударного об'єму. Післянавантаження пов'язане з тиском на стінку міокарду під час систоли. Зокрема в людей з підвищеним артеріальним тиском спротив судин підвищує тиск на міокард і зменшує ударний об'єм.

## Патологічні зміни
Гіповолемія може призводити до зниження переднавантаження, а звідти до швидкого зменшення ударного об'єму. 